# Audviller
Audviller est un hameau et une ancienne commune de Moselle en région Grand Est.

## Toponymie
- Anciens noms[1],[2],[3] :  Odewilre (1380), Adewiler (1475), Adwyler (1480), Adwiller (1489), Ottwiller (1522), Ottewiller (carte de Cassini), Audviler (1793), Audviller (1801), Anweiler & Andweiller (An X), Auvillers (An XI), Audweiller & Audwille (1825), Audwiller (Bulletin des lois de 1849).
- Oodwiller en Francique lorrain. Ottweiler pendant l’annexion allemande.

## Histoire
- Était annexe de la paroisse du Val de Guéblange.
- Faisait partie du canton de Sarralbe depuis 1790.
- Rattaché à Guéblange par décret du 1er avril 1811.

## Démographie
| 1793 | 1800 | 1806 | 1900 |
| ---- | ---- | ---- | ---- |
| 358  | 165  | 176  | 219  |